# 1950-es járásrendezés
Az 1950-es járásrendezés a tanácsrendszer magyarországi bevezetéséhez kapcsolódó közigazgatási területi reform egyik eleme volt az 1950-es megyerendezés mellett. Megvalósítására 1950 februárja és júniusa között került sor. Ennek során a járások száma 150-ről 140-re csökkent, és a beosztás terület és népességszám tekintetében arányosabb lett a korábbinál.

## A járási beosztás változásai a megyerendezés során
Az új megyei beosztás életbe lépésével egyidejűleg (február 1-jén illetve március 16-án) négy járás megszűnt és négy új alakult ott, ahol az új megyehatárok jelentősen eltértek a korábbi járások határaitól, csonka járásokat hagyva. Ezzel a járások száma összességében változatlanul 150 maradt.
A négy megszűnt járás:
- Csepregi járás (Sopron megye) (február 1-jén)
- Központi járás (Pest-Pilis-Solt-Kiskun megye) (február 1-jén)
- Ligetaljai járás (Szabolcs megye) (március 16-án)
- Sziráki járás (Nógrád-Hont megye) (február 1-jén)

A négy újonnan alakult járás:
- Füzesabonyi járás (Heves megye) (február 1-jén)
- Kecskeméti járás (Bács-Kiskun megye) (február 1-jén)
- Polgári járás (Hajdú-Bihar megye) (március 16-án)
- Pásztói járás (Nógrád megye) (február 1-jén)

A fentieken túl két járás elnevezése megváltozott Csongrád megye új területi beosztásához kapcsolódóan március 16-án. Mivel egyrészt Csongrád megyéhez került Csanád megye Központi járása, másrészt Csongrád megyében már volt egy Központi járás, ezért ezek elnevezését megváltoztatták, és székhelyükről Makói illetve Szentesi járásnak nevezték el azokat.
További változás volt, hogy Szolnok megye (korábban Jász-Nagykun-Szolnok megye) Tiszai alsó járásának székhelyét áthelyezték Tiszaföldvárról Kunszentmártonba február 1-jén.

## Az általános járásrendezés
A korábbinál nagyobb változásra az átszervezés második lépcsőjében 1950. június 1. napjával került sor, amikor egyidejűleg 16 járás szűnt meg és hat új alakult, négynek pedig áthelyezték a székhelyét. Ezeken kívül további 25 járásnak a neve változott meg, mivel ezentúl (a Budait kivéve) minden járás a székhelye nevét viselte. Ezzel a járások száma a tanácsok megalakulásának időpontjára 140-re csökkent. Ekkor történt meg a kirívóan kicsi vagy nagy területű és népességű járások átalakítása.

### Megszüntetett járások
A tizenhat megszűnt járás:
1. Battonyai járás (Békés megye, korábban Csanád megye), beolvasztották a Mezőkovácsházi járásba
2. Bódvaszilasi járás (Borsod-Abaúj-Zemplén megye, korábban Abaúj megye), beolvasztották az Edelényi járásba
3. Dadai felső járás (székhelye Gáva volt, Szabolcs-Szatmár megye, korábban Szabolcs megye), beolvasztották az új Nyíregyházi járásba
4. Gönci járás (Borsod-Abaúj-Zemplén megye, korábban Abaúj megye), felosztották az Abaújszántói és a Sátoraljaújhelyi járás között
5. Gyömrői járás (Pest megye, korábban Pest-Pilis-Solt-Kiskun megye), beolvasztották a Monori járásba
6. Igali járás (Somogy megye), felosztották a Kaposvári és a Tabi járás között
7. Jánoshalmi járás (Bács-Kiskun megye, korábban Bács-Bodrog megye), felosztották a Bácsalmási és az új Kiskunhalasi járás között
8. Mezőkeresztesi járás (Borsod-Abaúj-Zemplén megye, korábban Borsod-Gömör megye), beolvasztották a Mezőkövesdi járásba
9. Novai járás (Zala megye), felosztották a Lenti és a Zalaegerszegi járás között
10. Pannonhalmi járás (székhelye Győrszentmárton volt, Győr-Sopron megye, korábban Győr-Moson megye), beolvasztották a Győri járásba
11. Pacsai járás (Zala megye), felosztották a Nagykanizsai, a Zalaegerszegi és a Zalaszentgróti járás között
12. Sajószentpéteri járás (Borsod-Abaúj-Zemplén megye, korábban Borsod-Gömör megye), felosztották a Miskolci és a Putnoki járás között
13. Sárréti járás (székhelye Biharnagybajom volt, Hajdú-Bihar megye, korábban Bihar megye), felosztották a Berettyóújfalui és a Püspökladányi járás között
14. Szentlőrinci járás (Baranya megye), felosztották a Pécsi, a Siklósi, a Szigetvári és az új Sellyei járás között
15. Tiszai járás (székhelye Mándok volt, Szabolcs-Szatmár megye, korábban Szabolcs megye), felosztották a Kisvárdai és a Vásárosnaményi járás között
16. Torontáli járás (székhelye Kiszombor volt, Csongrád megye, korábban Csanád megye), felosztották a Makói és a Szegedi járás között

### Új járások
A hat újonnan alakult járás:

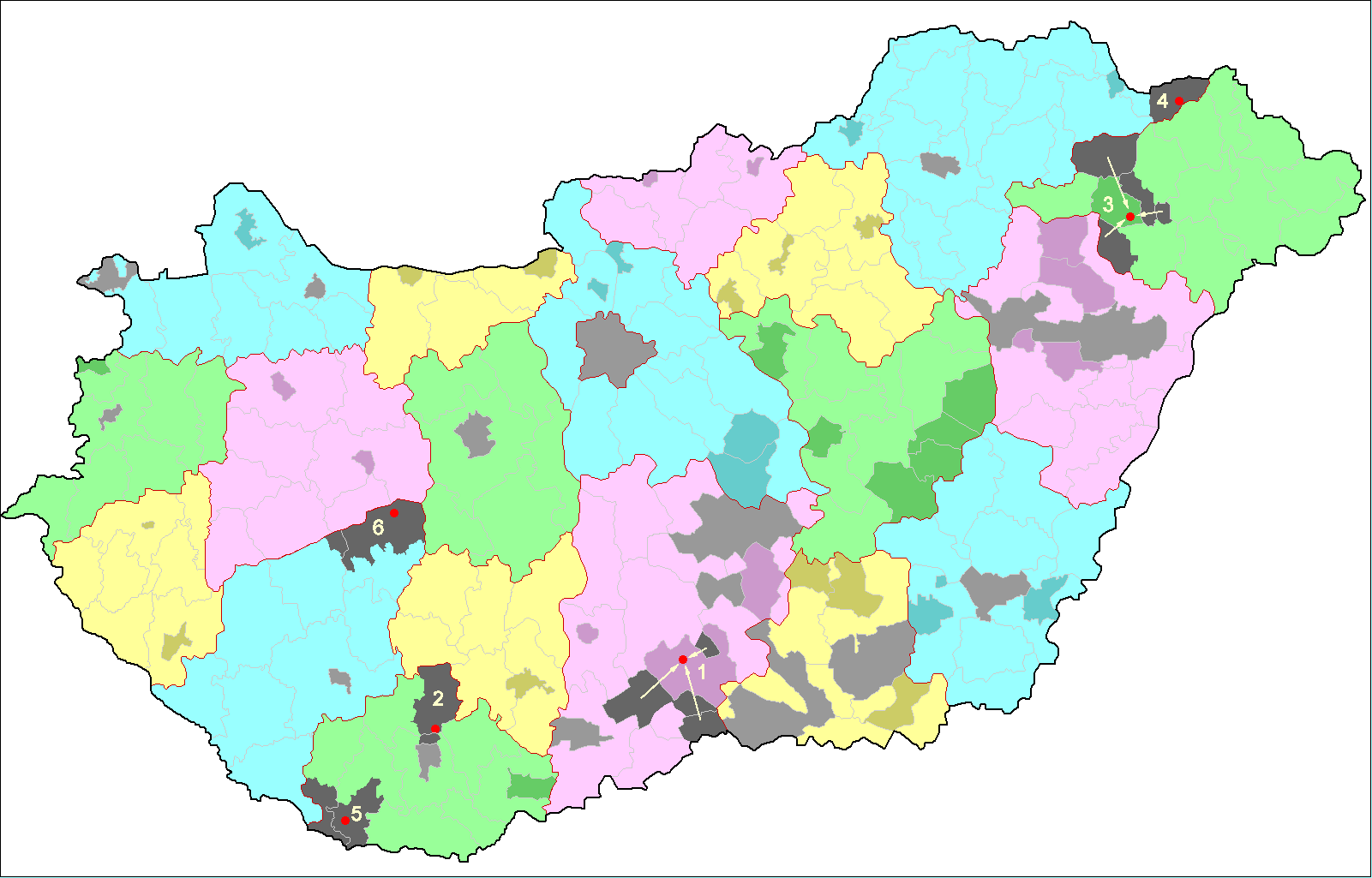
Az 1950. június 1-jén alakult hat új járás (a rendezés előtti közigazgatási térképen)

1. Kiskunhalasi járás (Bács-Kiskun megye), a Kiskőrösi járás és a megszűnt Jánoshalmi járás egyes részeiből
2. Komlói járás (Baranya megye), a Sásdi és a Pécsi járás egyes részeiből
3. Nyíregyházi járás (Szabolcs-Szatmár megye), a megszűnt Dadai felső járásból, valamint a Nyírbogdányi és a Nagykállói járás egyes részeiből
4. Ricsei járás (Borsod-Abaúj-Zemplén megye), a Sátoraljaújhelyi járás egy részéből
5. Sellyei járás (Baranya megye), a megszűnt Szentlőrinci járás és a Szigetvári járás egyes részeiből
6. Siófoki járás (Somogy megye), a Lengyeltóti és a Tabi járás egyes részeiből

### Járási székhelyek áthelyezése
Négy járás székhelyét áthelyezték és elnevezésüket az új székhelynek megfelelően állapították meg:
1. Kiskundorozsmai járás helyett Szegedi járás (Csongrád megye)
2. Esztergomi járás helyett Dorogi járás (Komárom megye)
3. Abonyi járás helyett Ceglédi járás (Pest megye)
4. Lengyeltóti járás helyett Fonyódi járás (Somogy megye)

### Módosított járásnevek
A reform fontos eleme volt, hogy az elnevezéseket egységesítették: ezután minden járás a székhelye nevét viselte, kivéve a Budai, melynek székhelye Budapesten volt. Ez összesen 25 járás elnevezésének megváltoztatását jelentette:
1. Alsódabasi járás helyett Dabasi járás (Pest megye)
2. Budakörnyéki járás helyett Budai járás (Pest megye)
3. Cséffa-nagyszalontai járás helyett Sarkadi járás (Békés megye)
4. Dadai alsó járás helyett Tiszalöki járás (Szabolcs-Szatmár megye)
5. Dunaföldvári járás helyett Paksi járás (Tolna megye)
6. Gesztesi járás helyett Komáromi járás (Komárom megye)
7. Hegyháti járás helyett Sásdi járás (Baranya megye)
8. Írottkői járás helyett Kőszegi járás (Vas megye)
9. Jászsági alsó járás helyett Jászapáti járás (Szolnok megye)
10. Jászsági felső járás helyett Jászberényi járás (Szolnok megye)
11. Körmend-németújvári járás helyett Körmendi járás (Vas megye)
12. Központi járás helyett Debreceni járás (Hajdú-Bihar megye)
13. Központi járás helyett Szolnoki járás (Szolnok megye)
14. Központi járás helyett Szekszárdi járás (Tolna megye)
15. Magyaróvári járás helyett Mosonmagyaróvári járás (Győr-Sopron megye)
16. Nógrádi járás helyett Rétsági járás (Nógrád megye)
17. Nyírbaktai járás helyett Baktalórántházi járás (Szabolcs-Szatmár megye)
18. Nyírbogdányi járás helyett Kemecsei járás (Szabolcs-Szatmár megye)
19. Simontornyai járás helyett Gyönki járás (Tolna megye)
20. Sokoróaljai járás helyett Téti járás (Győr-Sopron megye)
21. Tiszai alsó járás helyett Kunszentmártoni járás (Szolnok megye)
22. Tiszai felső járás helyett Kunhegyesi járás (Szolnok megye)
23. Tiszai közép járás helyett Törökszentmiklósi járás (Szolnok megye)
24. Tószigetcsilizközi járás helyett Győri járás (Győr-Sopron megye)
25. Völgységi járás helyett Bonyhádi járás (Tolna megye)